# Zbigniew Rachwalski
Zbigniew Rachwalski (ur. 21 września 1955 w Rogowie) – polski hokeista na trawie, trener, olimpijczyk z Moskwy 1980.
Zawodnik grający na pozycji napastnika. Karierę sportową rozpoczął w klubie LKS Rogowo. W roku 1976 przeniósł się do Pocztowca Poznań, z którym to klubem wywalczył w latach 1979, 1981–1983, 1988 i 1991 tytuł mistrza Polski na otwartym boisku.
W reprezentacji Polski (w latach 1975–1990) rozegrał 215 spotkań zdobywając w nich 51 bramek. Przez wiele lat był kapitanem reprezentacji.
Uczestnik mistrzostw świata w Kuala Lumpur (1975) – 10. miejsce, Buenos Aires (1978) – 9. miejsce, Bombaju (1982) – 8. miejsce, Londynie (1986).
Uczestnik mistrzostw Europy w Hanowerze (1978) na których Polska zajęła 5. miejsce, Amsterdamie (1983) – 9. miejsce, Moskwie (1987) – 5. miejsce.
Brał udział w igrzyskach olimpijskich w Moskwie w których Polska zajęła 4. miejsce.
Po zakończeniu kariery sportowej trener Pocztowca Poznań z którym w latach 1995 i 1998 zdobył tytuł mistrza Polski na otwartym stadionie a w latach 1994–2000 i 2002 w hali.